# 松林寺 (所沢市)
松林寺（しょうりんじ）は、埼玉県所沢市にある曹洞宗の寺院。

## 歴史
1653年（承応2年）、吟国寒龍によって開山された。同市下安松の長源寺の末寺である。江戸時代を通じて整備されたが、1913年（大正2年）の火災で大半を焼失した。
その後、再建に着手し、翌年に仮本堂を建てた。そして昭和中期から平成にかけて少しずつ再建していった。
また、海外との国際交流も盛んで、玄奘三蔵像やアショーカ王の柱などが置かれている。

## 交通アクセス
- 路線バス大森停留所より徒歩27分。